# Kabinet-Thatcher III
Het kabinet–Thatcher III was de uitvoerende macht van de Britse overheid van 13 juni 1987 tot 28 november 1990. Het kabinet werd gevormd door de Conservative Party na de verkiezingen van 1987 met Margaret Thatcher de partijleider van de Conservative Party als de eerste vrouwelijke Britse premier.
In het kabinet zaten meerdere (toekomstige)-prominenten zoals Geoffrey Howe, Nigel Lawson, John Major, Douglas Hurd, Peter Lilley, Kenneth Clarke, Norman Fowler, Malcolm Rifkind, Chris Patten en Norman Lamont.

## Samenstelling
| Ambtsbekleder                                                           | Ambtsbekleder                | Ambtsbekleder                                    | Functie(s)                                    | Ambtstermijn     | Ambtstermijn     | Partij(en)         |
| ----------------------------------------------------------------------- | ---------------------------- | ------------------------------------------------ | --------------------------------------------- | ---------------- | ---------------- | ------------------ |
|                                                                         | Margaret Thatcher            | Margaret Thatcher (1925–2013)                    | Premier                                       | 4 mei 1979       | 28 november 1990 | Conservative Party |
|                                                                         |                              | Burggraaf Whitelaw Willie Whitelaw (1918–1999)   | Vicepremier                                   | 4 mei 1979       | 10 januari 1988  | Conservative Party |
| First Secretary of State                                                | 11 juni 1983                 | Burggraaf Whitelaw Willie Whitelaw (1918–1999)   |                                               |                  | 10 januari 1988  | Conservative Party |
| Lord President of the Council                                           | 11 juni 1983                 | Burggraaf Whitelaw Willie Whitelaw (1918–1999)   |                                               |                  | 10 januari 1988  | Conservative Party |
| Leader of the House of Lords                                            | 11 juni 1983                 | Burggraaf Whitelaw Willie Whitelaw (1918–1999)   |                                               |                  | 10 januari 1988  | Conservative Party |
|                                                                         | Geoffrey Howe                | Sir Geoffrey Howe (1926–2015)                    | Vicepremier                                   | 24 juli 1989     | 1 november 1990  | Conservative Party |
| First Secretary of State                                                | Geoffrey Howe                | Sir Geoffrey Howe (1926–2015)                    |                                               | 24 juli 1989     | 1 november 1990  | Conservative Party |
| Lord President of the Council                                           | Geoffrey Howe                | Sir Geoffrey Howe (1926–2015)                    |                                               | 24 juli 1989     | 1 november 1990  | Conservative Party |
| Leader of the House of Commons                                          | Geoffrey Howe                | Sir Geoffrey Howe (1926–2015)                    |                                               | 24 juli 1989     | 1 november 1990  | Conservative Party |
|                                                                         | Nigel Lawson                 | Nigel Lawson (1932–2023)                         | Minister van Financiën                        | 11 juni 1983     | 26 oktober 1989  | Conservative Party |
|                                                                         | John Major                   | John Major (1943)                                | Minister van Financiën                        | 26 oktober 1989  | 28 november 1990 | Conservative Party |
|                                                                         | Geoffrey Howe                | Sir Geoffrey Howe (1926–2015)                    | Minister van Buitenlandse Zaken               | 11 juni 1983     | 24 juli 1989     | Conservative Party |
|                                                                         | John Major                   | John Major (1943)                                | Minister van Buitenlandse Zaken               | 24 juli 1989     | 26 oktober 1989  | Conservative Party |
|                                                                         | Douglas Hurd                 | Douglas Hurd (1930)                              | Minister van Buitenlandse Zaken               | 26 oktober 1989  | 5 juli 1995      | Conservative Party |
| Minister van Binnenlandse Zaken                                         | Douglas Hurd                 | Douglas Hurd (1930)                              | 2 september 1985                              | 26 oktober 1989  |                  | Conservative Party |
| Minister van Binnenlandse Zaken                                         |                              |                                                  | David Waddington (1929–2017)                  | 26 oktober 1989  | 28 november 1990 | Conservative Party |
|                                                                         | John Wakeham                 | John Wakeham (1932)                              | Lord President of the Council                 | 10 januari 1988  | 24 juli 1989     | Conservative Party |
|                                                                         | Geoffrey Howe                | Sir Geoffrey Howe (1926–2015)                    | Lord President of the Council                 | 24 juli 1989     | 1 november 1990  | Conservative Party |
|                                                                         | John MacGregor               | John MacGregor (1937)                            | Lord President of the Council                 | 1 november 1990  | 10 april 1992    | Conservative Party |
|                                                                         | John Wakeham                 | John Wakeham (1932)                              | Leader of the House of Commons                | 13 juni 1987     | 24 juli 1989     | Conservative Party |
|                                                                         | Geoffrey Howe                | Sir Geoffrey Howe (1926–2015)                    | Leader of the House of Commons                | 24 juli 1989     | 1 november 1990  | Conservative Party |
|                                                                         | John MacGregor               | John MacGregor (1937)                            | Leader of the House of Commons                | 1 november 1990  | 10 april 1992    | Conservative Party |
|                                                                         | John Wakeham                 | John Wakeham (1932)                              | Lord Privy Seal                               | 13 juni 1987     | 24 juli 1989     | Conservative Party |
|                                                                         |                              | Baron Belstead John Ganzoni (1932–2005)          | Lord Privy Seal                               | 24 juli 1989     | 28 november 1990 | Conservative Party |
|                                                                         | Leader of the House of Lords | Baron Belstead John Ganzoni (1932–2005)          |                                               | 24 juli 1989     | 28 november 1990 | Conservative Party |
|                                                                         |                              | Baron Havers Michael Havers (1923–1992)          | Lord Chancellor                               | 13 juni 1987     | 26 oktober 1987  | Conservative Party |
|                                                                         | James Mackay                 | Baron Mackay van Clashfern James Mackay (1927)   | Lord Chancellor                               | 26 oktober 1987  | 2 mei 1997       | Conservative Party |
|                                                                         | David Young                  | Baron Young van Graffham David Young (1932–2022) | Minister van Economische Zaken                | 13 juni 1987     | 24 juli 1989     | Conservative Party |
|                                                                         |                              | Nicholas Ridley (1929–1993)                      | Minister van Economische Zaken                | 24 juli 1989     | 13 juli 1990     | Conservative Party |
|                                                                         | Peter Lilley                 | Peter Lilley (1943)                              | Minister van Economische Zaken                | 13 juli 1990     | 10 april 1992    | Conservative Party |
|                                                                         | George Younger               | George Younger (1931–2003)                       | Minister van Defensie                         | 7 januari 1986   | 24 juli 1989     | Conservative Party |
|                                                                         | Tom King                     | Tom King (1933)                                  | Minister van Defensie                         | 24 juli 1989     | 10 april 1992    | Conservative Party |
|                                                                         | John Moore                   | John Moore (1937–2019)                           | Minister van Volksgezondheid en Sociale Zaken | 13 juni 1987     | 25 juli 1988     | Conservative Party |
|                                                                         | Kenneth Clarke               | Kenneth Clarke (1940)                            | Minister van Volksgezondheid                  | 25 juli 1988     | 1 november 1990  | Conservative Party |
|                                                                         | William Waldegrave           | William Waldegrave (1946)                        | Minister van Volksgezondheid                  | 1 november 1990  | 10 april 1992    | Conservative Party |
|                                                                         | John Moore                   | John Moore (1937–2019)                           | Minister van Sociale Zaken                    | 25 juli 1988     | 24 juli 1989     | Conservative Party |
|                                                                         |                              | Tony Newton (1937–2012)                          | Minister van Sociale Zaken                    | 24 juli 1989     | 10 april 1992    | Conservative Party |
|                                                                         | Norman Fowler                | Norman Fowler (1938)                             | Minister van Arbeid                           | 13 juni 1987     | 3 januari 1990   | Conservative Party |
|                                                                         | Michael Howard               | Michael Howard (1941)                            | Minister van Arbeid                           | 3 januari 1990   | 10 april 1992    | Conservative Party |
|                                                                         | Kenneth Baker                | Kenneth Baker (1934)                             | Minister van Onderwijs                        | 21 mei 1986      | 24 juli 1989     | Conservative Party |
|                                                                         | John MacGregor               | John MacGregor (1937)                            | Minister van Onderwijs                        | 24 juli 1989     | 1 november 1990  | Conservative Party |
|                                                                         | Kenneth Clarke               | Kenneth Clarke (1940)                            | Minister van Onderwijs                        | 1 november 1990  | 10 april 1992    | Conservative Party |
|                                                                         |                              | Paul Channon (1935–2007)                         | Minister van Transport                        | 13 juni 1987     | 24 juli 1989     | Conservative Party |
|                                                                         |                              | Cecil Parkinson (1931–2016)                      | Minister van Transport                        | 24 juli 1989     | 28 november 1990 | Conservative Party |
|                                                                         | John MacGregor               | John MacGregor (1937)                            | Minister van Landbouw, Visserij en Voedsel    | 13 juni 1987     | 24 juli 1989     | Conservative Party |
|                                                                         | John Gummer                  | John Gummer (1939)                               | Minister van Landbouw, Visserij en Voedsel    | 24 juli 1989     | 27 mei 1993      | Conservative Party |
|                                                                         |                              | Nicholas Ridley (1929–1993)                      | Minister van Milieu                           | 21 mei 1986      | 24 juli 1989     | Conservative Party |
|                                                                         | Chris Patten                 | Chris Patten (1944)                              | Minister van Milieu                           | 24 juli 1989     | 28 november 1990 | Conservative Party |
|                                                                         | Kenneth Clarke               | Kenneth Clarke (1940)                            | Kanselier van het Hertogdom Lancaster         | 13 juni 1987     | 25 juli 1988     | Conservative Party |
|                                                                         |                              | Tony Newton (1937–2012)                          | Kanselier van het Hertogdom Lancaster         | 25 juli 1988     | 24 juli 1989     | Conservative Party |
|                                                                         | Kenneth Baker                | Kenneth Baker (1934)                             | Kanselier van het Hertogdom Lancaster         | 24 juli 1989     | 28 november 1990 | Conservative Party |
|                                                                         |                              | Cecil Parkinson (1931–2016)                      | Minister van Energie                          | 13 juni 1987     | 24 juli 1989     | Conservative Party |
|                                                                         | John Wakeham                 | John Wakeham (1932)                              | Minister van Energie                          | 24 juli 1989     | 10 april 1992    | Conservative Party |
|                                                                         | Malcolm Rifkind              | Malcolm Rifkind (1946)                           | Minister voor Schotland                       | 11 januari 1986  | 28 november 1990 | Conservative Party |
|                                                                         |                              | Peter Walker (1932–2010)                         | Minister voor Wales                           | 13 juni 1987     | 4 mei 1990       | Conservative Party |
|                                                                         | David Hunt                   | David Hunt (1942)                                | Minister voor Wales                           | 4 mei 1990       | 27 mei 1993      | Conservative Party |
|                                                                         | Tom King                     | Tom King (1933)                                  | Minister voor Noord-Ierland                   | 2 september 1985 | 24 juli 1989     | Conservative Party |
|                                                                         |                              | Peter Brooke (1934–2023)                         | Minister voor Noord-Ierland                   | 24 juli 1989     | 10 april 1992    | Conservative Party |
| Formeel geen leden van het kabinet, maar woonde kabinetsvergadering bij |                              |                                                  |                                               |                  |                  |                    |
| Ambtsbekleder                                                           | Ambtsbekleder                | Ambtsbekleder                                    | Functie(s)                                    | Ambtstermijn     | Ambtstermijn     | Partij(en)         |
|                                                                         | John Major                   | John Major (1943)                                | Onderminister voor Financiën                  | 13 juni 1987     | 24 juli 1989     | Conservative Party |
|                                                                         | Norman Lamont                | Norman Lamont (1942)                             | Onderminister voor Financiën                  | 24 juli 1989     | 28 november 1990 | Conservative Party |
|                                                                         |                              | Peter Brooke (1934–2023)                         | Thesaurier- Generaal                          | 13 juni 1987     | 24 juli 1989     | Conservative Party |
|                                                                         | Malcolm Sinclair             | Graaf van Caithness Malcolm Sinclair (1948)      | Thesaurier- Generaal                          | 24 juli 1989     | 14 juli 1990     | Conservative Party |
|                                                                         | Richard Ryder                | Richard Ryder (1949)                             | Thesaurier- Generaal                          | 14 juli 1990     | 28 november 1990 | Conservative Party |
|                                                                         |                              | Sir Patrick Mayhew (1929–2016)                   | Advocaat- generaal                            | 13 juni 1987     | 10 april 1992    | Conservative Party |
|                                                                         |                              | David Waddington (1929–2017)                     | Onderstaats- secretaris voor Financiën        | 13 juni 1987     | 26 oktober 1989  | Conservative Party |
| Chief Whip in het Lagerhuis                                             |                              | David Waddington (1929–2017)                     |                                               | 13 juni 1987     | 26 oktober 1989  | Conservative Party |
|                                                                         |                              | Tim Renton (1932–2020)                           | Onderstaats- secretaris voor Financiën        | 26 oktober 1989  | 28 november 1990 | Conservative Party |
| Chief Whip in het Lagerhuis                                             |                              | Tim Renton (1932–2020)                           |                                               | 26 oktober 1989  | 28 november 1990 | Conservative Party |

Russell I ·
Smith-Stanley I ·
Hamilton-Gordon ·
Temple I ·
Smith-Stanley II ·
Temple II ·
Russell II ·
Smith-Stanley III ·
Disraeli I ·
Gladstone I ·
Disraeli II ·
Gladstone II ·
Gascoyne-Cecil I ·
Gladstone III ·
Gascoyne-Cecil II ·
Gladstone IV ·
Primrose ·
Gascoyne-Cecil III ·
Gascoyne-Cecil IV ·
Balfour ·
Campbell-Bannerman ·
Asquith I ·
Asquith II ·
Asquith III ·
Asquith IV ·
Lloyd George I ·
Lloyd George II ·
Law ·
Baldwin I ·
MacDonald I ·
Baldwin II ·
MacDonald II ·
MacDonald III ·
MacDonald IV ·
Baldwin III ·
Chamberlain I ·
Chamberlain II ·
Churchill I ·
Churchill II ·
Attlee I ·
Attlee II ·
Churchill III ·
Eden ·
Macmillan I ·
Macmillan II ·
Douglas-Home ·
Wilson I ·
Wilson II ·
Heath ·
Wilson III ·
Callaghan ·
Thatcher I ·
Thatcher II ·
Thatcher III ·
Major I ·
Major II ·
Blair I ·
Blair II ·
Blair III ·
Brown ·
Cameron I ·
Cameron II ·
May I ·
May II ·
Johnson I ·
Johnson II ·
Truss ·
Sunak ·
Starmer